# Enclave ed exclave in Svizzera

## Enclavedella Svizzera
| Località              | Superficie | Exclave di | Abitanti |
| --------------------- | ---------- | ---------- | -------- |
| Campione d'Italia     | 2,6 km²    | Italia     | 2.279    |
| Büsingen am Hochrhein | 7,62 km²   | Germania   | 1.429    |

La Svizzera non ha exclave ma al suo interno ha il comune italiano di Campione d'Italia e il comune tedesco di Büsingen am Hochrhein.
Fino al 1967 esistette l'exclave tedesca di Verenahof nel Canton Sciaffusa. Dopo tale data fu annessa alla Svizzera e amministrata dal comune di Büttenhardt.

## Exclaveedenclavedi cantoni
Numerosi cantoni hanno enclave o exclave, ecco qui l'elenco (non completo).
| Località     | Comune di appartenenza | Exclave di                | Enclave in                | Abitanti |
| ------------ | ---------------------- | ------------------------- | ------------------------- | -------- |
| Céligny      | Céligny                | Canton Ginevra            | Canton Vaud               | 660      |
| Oberegg      | Oberegg                | Canton Appenzello Interno | Canton Appenzello Esterno | 1.822    |
| Clavaleyres  | Clavaleyres            | Canton Berna              | Canton Friburgo           | 54       |
| Münchenwiler | Münchenwiler           | Canton Berna              | Canton Friburgo           | 417      |
| Vuissens     | Estavayer              | Canton Friburgo           | Canton Vaud               | 158      |
| Engelberg    | Engelberg              | Canton Obvaldo            | -                         | 3.510    |
| Rüdlingen    | Rüdlingen              | Canton Sciaffusa          | -                         | 629      |
| Roggenburg   | Roggenburg             | Canton Basilea Campagna   | -                         | 261      |
| Horn         | Horn                   | Canton Turgovia           | Canton San Gallo          | 2.320    |

Inoltre possono essere considerate exclavi la metà del distretto della Broye nel Canton Friburgo, i comuni di Ramsen e Stein am Rhein nel Canton Sciaffusa e il distretto di Avenches nel Canton Vaud.